# ليو كار
ليو كار (بالإنجليزية: Lew Carr)‏ هو لاعب كرة قاعدة أمريكي، ولد في 15 أغسطس 1872 في يونيون سبرينغز في الولايات المتحدة، وتوفي في 15 يونيو 1954 في مورافيا في الولايات المتحدة.

## وصلات خارجية
- ليو كار على موقعبيزبول رفرنس.كوم (الدوري الرئيسي) (الإنجليزية)
- ليو كار على موقعبيزبول رفرنس.كوم (الدوري الثانوي) (الإنجليزية)